# Korkuteli Çayı
La rivière de Korkuteli (Korkuteli Çayı) est un cours d'eau de Turquie coupé par le barrage de Korkuteli. Cette rivière se perd dans le plateau au nord-est de la ville de Korkuteli (au-dessus de 800 m d'altitude).